# کیمبری‌ها

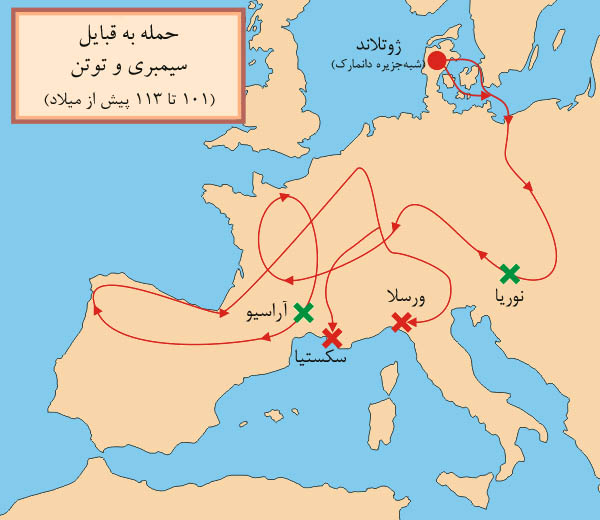
مسیر مهاجرت توتن‌ها و کیمبری

کیمبری از اقوام سلتی یا ژرمن بودند که همراه با توتنها و آمبروسها، امپراطوری روم را در پایان سده دوم پیش از میلاد تهدید کردند.
منابع تاریخی خاستگاه اصلی این قوم را در شبه جزیره ژوتلند (گوت لند) در دانمارک نشان می‌دهد که در طول دوران باستان به شبه جزیره کیمبری‌ها معروف بوده است.